# عبد الحميد جودة السحار
عبد الحميد جودة السحار (25 أبريل 1913 - 22 يناير 1974) هو أديب وكاتب سيناريو مصري.

## دراسته وبداية كتابته
من مواليد القاهرة في 25 أبريل 1913 وتوفي فيها في 22 يناير 1974. أسند إليه منصب رئيس تحرير مجلة السينما عام 1973 حاصل على بكالوريوس تجارة من جامعة فؤاد الأول عام 1937. وبدأ سيرته الأدبية مثل غالبية أبناء جيله بكتابة القصة القصيرة من خلال مجلتين بارزتين هما مجلة «الرسالة» التي كان يصدرها المفكر أحمد حسن الزيات، ومجلة «الثقافة» التي كان يصدرها الأستاذ أحمد أمين، ثم اتجه بعد ذلك إلى كتابة القصص التاريخية فكتب قصته الأولى «أحمس بطل الاستقلال عام 1943 وهو في سن الحادي والثلاثون من عمره»، ثم كتب روايته التاريخية الثانية «أميرة قرطبة».

### كتب إسلامية
اتجه إلى كتابة الإسلاميات فكتب أبو ذر الغفاري – بلال مؤذن الرسول – سعد بن أبي وقاص – أبناء أبو بكر – محمد رسول الله والذين معه الذي صدر في 20 جزءا.

### صراعاته الفكرية
حينما نتطرق إلى صراعه مع الشيوعيين نجد أنه حذّر الجميع من وقوع نكسة عام 1967 في كتابه الرائع والناقوس لإخطار المستفبل (وعد الله إسرائيل) حيث حذر الجميع من خلال آي الذكر الحكيم بأن الحذر من اليهود وأعوانهم لا بد من الأخذ به في الاعتبار حتى لا نقع في ظلمات نحن في غنى عنها ولكن قوبل تحذير هذا من خلال كتابه بالسخرية وأنه رجعي ينظر للخلف.
سبق هذا الكتاب كتابه (قصص من الكتب المقدسة) الذي شخص الشخصية اليهودية منذ بدء الخليقة حتى فترة معينة من فترات التاريخ القديم مع عرضه قصص قرآنية عظيمة مؤكداً مدى موسوعيته في كافة الكتب السماوية.

### قائمة بكافة كتبه
1. أحمس بطل الاستقلال
2. أبو ذر الغفاري
3. بلال مؤذن الرسول
4. في الوظيفة
5. سعد بن أبي وقاص
6. همزات الشياطين
7. أبناء أبي بكر الصديق
8. أميرة قرطبة
9. النقاب الأزرق
10. المسيح عيسى بن مريم
11. قصص من الكتب المقدسة
12. حياة الحسين
13. وكان مساء
14. أذرع وسيقان
15. المستنقع
16. الحصاد
17. أم العروسة
18. الحفيد
19. قلعة الأبطال
20. وعد الله إسرائيل
21. عمر بن عبد العزيز
22. ذكريات سينمائية
23. خفقات قلب
24. عدو البشر
25. أبطال الجزيرة الخضراء
26. ثلاثة رجال في حياتها
27. فات الميعاد
28. أدم إلى الأبد
29. الدستور من القرآن
30. الله أكبر
31. الرسول - حياة محمد
32. أرملة من فلسطين
33. الشارع الجديد
34. القصة من خلال تجاربي الذاتية
35. النصف الآخر
36. جسر الشيطان
37. صدى السنين
38. في قافلة الزمان
39. كشك الموسيقى
40. ليلة عاصفة
41. هذه حياتي
42. صانعو التاريخ الأمريكي
43. صانعو الاقتصادالأمريكي
44. محمد رسول الله والذين معه - وتقع في عشرين جزء
45. قصص الأنبياء «من القصص الديني للأطفال»
46. السيرة النبوية «من القصص الديني للأطفال»
47. الخلفاء الراشدين «من القصص الديني للأطفال»
48. العرب في أوروبا «من القصص الديني للأطفال»

أما مجموعة محمد رسول الله والذين معه - والتي قام المخرج أحمد طنطاوي بإخراج أول جزئين منها في مسلسل تلفزيوني شهير أذيع في الثمانينيات - فهي تتكون من الكتب الآتية:
1. إبراهيم أبو الأنبياء
2. هاجر المصرية أم العرب
3. بنو إسماعيل
4. العدنانيون
5. قريش
6. مولد الرسول
7. اليتيم
8. خديجة بنت خويلد
9. دعوة إبراهيم
10. عام الحزن
11. الهجرة
12. غزوة بدر
13. غزوة أحد
14. غزوة الخندق
15. صلح الحديبية
16. فتح مكة
17. غزوة تبوك
18. عام الوفود
19. حجة الوداع
20. وفاة الرسول

في المسيح عيسى بن مريم عرض لنا من خلال قلم سينمائي حي بتعبيرات فوتغرافية رائعة عصر المسيح روح الله وكلمته كما وكأننا نعيش مع سطور هذه القصة العظيمة التي نتعلم منها العبر والعظة من أجل حياة سمحة ونقية لا يشوبها أي شيء عصيب وبالتالي فنحن أمام صرح روحاني يقوم بتنقية أنفسنا من الضغائن والشوائب الحياتية التي نراها أبد الدهر في ظل وجودنا على مسرح الحياة.

### مساعداته لثورة يوليو
بعد ثورة 1952 كان للسحار إسهامات فنية عظيمة لخدمة الثورة فهو من ضمن الذين ساهموا في عمل نشيد (للقوات الجوية) ونشيد (للقوات البحرية) مع عمل فيلمين سينمائيين هما شياطين الجو وعمالقة البحار.

### عمله في السينما
كما عمل في مجال السينما منتجا ومؤلفا وكاتباً للسيناريو، وكان أول فيلم يكتبه وينتجه للسينما هو فيلم «درب المهابيل»، ثم كتب بعد ذلك العديد من الروايات للسينما منها: (شياطين الجو – النصف الآخر – ألمظ وعبده الحامولي – مراتي مدير عام – أم العروسة – الحفيد).
قدّم أيضا روايات إسلامية للسينما منها «نور الإسلام» الذي كتب له السيناريو والحوار بالاشتراك مع صلاح أبو سيف مخرج الفيلم. كما شارك في سيناريو فيلم الرسالة بالاشتراك مع توفيق الحكيم وعبد الرحمن الشرقاوي وكان أيضاً من الأعضاء الذين ساهموا في إنشاء «لجنة النشر للجامعيين» التي يرجع إليها الفضل في نشر بواكير أعمال الأديب نجيب محفوظ.

## كتب ودراسات عنه
- الرواية التاريخية في أدبنا الحديث، الأستاذ الدكتور حلمي محمد القاعود، دار الاعتصام، وطبعة أخرى عن الهيئة العامة لقصور الثقافة
- التيار الإسلامي في كتب عبد الحميد جودة السحار، صفوت يوسف زيد، مطابع الهيئة المصرية العامة للكتاب.
- الرؤية المتغيرة في قصص عبد الحميد جودة السحار (رسالة الماجستير) أماني أحمد مراد عبد الحميد جامعة المنصورة.
- السحار.. والفكر الإسلامي مأمون غريب مكتبة مصر.
- السحار مفكراً وأديباً سينمائياً عبد المنعم صبحي 1975 الهيئة المصرية العامة للكتاب.
- السحار.. رحلة إلى السيرة النبوية محمد جبريل مكتبة مصر.

### الوفاة
توفي عبد الحميد جودة السحار في 28 ذو الحجة 1393 هـ الموافق 22 يناير 1974 تاركاً لنا تراثاً أصيلاً خير مرجع وخير دليل.

## أقواله
- «المال في الإسلام هو مال الله، والناس مستخلفون فيه» من كتاب الدستور من القرآن

## وصلات خارجية
- عبد الحميد جودة السحار على موقع أرشيف الشارخ.
- عبد الحميد جودة السحار على موقع IMDb (الإنجليزية)
- عبد الحميد جودة السحار على موقع ديسكوغز (الإنجليزية)
- صفحة عبد الحميد جودة السحار على موقع أبجد
- صفحة اقتباسات عبد الحميد جودة السحار على موقع أبجد[وصلة مكسورة]